# Stowarzyszenie Ukraińskiego Futbolu Amatorskiego
Stowarzyszenie Ukraińskiego Futbolu Amatorskiego, SUFA (ukr. Асоціація Аматорського Футболу України, (ААФУ)) – ukraińska organizacja sportowa, założona 2 marca 1998. Jej prezydentem jest Fedir Szpyh.
Prowadzi rozgrywki:
- Mistrzostwa Ukrainy spośród drużyn amatorskich
- Puchar Ukrainy spośród drużyn amatorskich
- Ogólnoukraińskie rozgrywki w piłce nożnej klubu "Skórzana piłka" w trzech grupach wiekowych: 11, 12 і 13 letnich.